# Ciclismo ai Giochi della XXVIII Olimpiade - Cross country maschile
La gara di Cross country maschile dei Giochi della XXVIII Olimpiade fu corsa il 28 agosto al Parnitha Olympic Mountain Bike Venue. Venne vinta dal francese Julien Absalon, che terminò la gara in 2.15′02″.
Alla gara presero parte 50 atleti.

## Risultati
Nota: DNF ritirato, DNS non partito, DSQ squalificato
| Pos. | Corridore              | Squadra       | Tempo    |
| ---- | ---------------------- | ------------- | -------- |
| 1    | Julien Absalon         | Francia       | 2h15′02" |
| 2    | José Antonio Hermida   | Spagna        | a 1′00"  |
| 3    | Bart Brentjens         | Paesi Bassi   | a 2′03"  |
| 4    | Roel Paulissen         | Belgio        | a 3′08"  |
| 5    | Liam Killeen           | Gran Bretagna | a 3′30"  |
| 6    | Ralph Näf              | Svizzera      | a 4′13"  |
| 7    | Thomas Frischknecht    | Svizzera      | a 4′37"  |
| 8    | Manuel Fumic           | Germania      | a 5′27"  |
| 9    | Seamus McGrath         | Canada        | a 5′31"  |
| 10   | Marco Bui              | Italia        | a 5′43"  |
| 11   | Jean-Christophe Péraud | Francia       | a 5′57"  |
| 12   | Fredrik Kessiakoff     | Svezia        | a 6′21"  |
| 13   | Bas Peters             | Paesi Bassi   | a 6′42"  |
| 14   | Marek Galiński         | Polonia       | a 7′12"  |
| 15   | Christoph Soukup       | Austria       | a 7′48"  |
| 16   | Iván Álvarez           | Spagna        | a 8′06"  |
| 17   | Oli Beckingsale        | Gran Bretagna | a 8′13"  |
| 18   | Peter Riis Andersen    | Danimarca     | a 9′01"  |
| 19   | Todd Wells             | Stati Uniti   | a 9′35"  |
| 20   | Carsten Bresser        | Germania      | a 10′07" |
| 21   | Jeremy Horgan-Kobelski | Stati Uniti   | a 10′26" |
| 22   | Radim Kořínek          | Rep. Ceca     | s.t.     |
| 23   | Sid Taberlay           | Australia     | a 11′14" |
| 24   | Marcin Karczyński      | Polonia       | a 11′39" |
| 25   | Thijs Al               | Paesi Bassi   | a 12′11" |
| 26   | José Adrián Bonilla    | Costa Rica    | a 12′11" |
| 27   | Jurij Trofimov         | Russia        | a 12′44" |
| 28   | Kashi Leuchs           | Nuova Zelanda | a 13′18" |
| 29   | Mannie Heymans         | Namibia       | a 13′26" |
| 30   | Robin Seymour          | Irlanda       | a 13′30" |
| 31   | Joshua Fleming         | Australia     | a 14′52" |
| 32   | Michael Weiss          | Austria       | a 15′12" |
| 33   | Edvandro Cruz          | Brasile       | a 15′33" |
| 34   | Ľuboš Kondis           | Slovacchia    | a 16′13" |
| 35   | Yader Zoli             | Italia        | a 16′37" |
| 36   | Serhiy Rysenko         | Ucraina       | a 18′08" |
| 37   | Ovidiu Oprea           | Romania       | a 1 giro |
| 38   | Kenji Takeya           | Giappone      | a 1 giro |
| 39   | Christian Poulsen      | Danimarca     | a 1 giro |
| 40   | Cristóbal Silva        | Cile          | a 1 giro |
| 41   | Sigvard Kukk           | Estonia       | a 2 giri |
| 42   | Zhu Yongbiao           | Cina          | a 2 giri |
| 43   | Zsolt Vinczeffy        | Ungheria      | a 2 giri |
| 44   | Carlos Gennero         | Argentina     | a 3 giri |
| 45   | Emmanouil Kotoulas     | Grecia        | a 3 giri |
| DNF  | Miguel Martinez        | Francia       | -        |
| DNF  | Jaroslav Kulhavý       | Rep. Ceca     | -        |
| DNF  | Lado Fumic             | Germania      | -        |
| DNF  | Christoph Sauser       | Svizzera      | -        |
| DNF  | Ryder Hesjedal         | Canada        | -        |